# 2016년 KBO 리그 2차 드래프트
2016년 KBO 리그 2차 드래프트는 2015년 11월 27일 서울 강남구 양재동 더 K 호텔에서 실시되는 2차 드래프트이다.

## 지명방식
각 구단은 외국인 선수와 군보류선수 그리고 FA 신청 선수를 제외한 40명의 보호 선수를 2차 드래프트 시행 10일전까지 확정해 KBO에 통보해야 한다.
명단은 시행 당일 공개되며 선수에 대한 양도금은 1라운드 선수가 3억, 2라운드 2억, 3라운드부터는 1억 원으로 정해졌다. 단, 1라운드에서 지명하지 않으면 다음 라운드에서 지명을 할 수 없게 되어 2차 드래프트에서 선수 지명을 하지 못하게 된다. 또한, 지명선수의 특정팀 쏠림현상을 막기 위해서 팀당 최대 5명으로 제한하였다.
- 지명순서: kt → LG → 롯데 → KIA → 한화 → SK → 넥센 → NC → 삼성 → 두산 (단, 2라운드는 역순)

### 드래프트 결과
| 라운드 | kt                  | LG                  | 롯데                  | KIA                 | 한화                  | SK                    | 넥센                | NC                  | 삼성                        | 두산                |
| ------ | ------------------- | ------------------- | --------------------- | ------------------- | --------------------- | --------------------- | ------------------- | ------------------- | --------------------------- | ------------------- |
| 1      | 이진영 (LG, 외야수) | 김태형 (넥센, 투수) | 박헌도 (넥센, 외야수) | 배힘찬 (넥센, 투수) | 장민석 (두산, 외야수) | 최정용 (삼성, 내야수) | 김웅빈 (SK, 내야수) | 윤수호 (kt, 투수)   | 김응민 (두산, 포수)         | 박진우 (NC, 투수)   |
| 2      | 김연훈 (SK, 내야수) | 윤형준 (NC, 내야수) | 김웅 (LG, 투수)       | 윤정우 (LG, 내야수) | 차일목 (KIA , 포수)   | 김정민 (한화, 투수)   | 양현 (두산, 투수)   | 김선규 (LG, 투수)   | 나성용 (LG, 내야수, 외야수) | 임진우 (삼성, 투수) |
| 3      | 이상화 (롯데, 투수) | 윤수강 (kt, 포수)   | 양형진 (kt, 투수)     | 이윤학 (kt, 투수)   | 송신영 (넥센, 투수)   | 박종욱 (두산, 포수)   | 김상훈 (두산, 투수) | 심규범 (롯데, 투수) | 정광운 (한화, 투수)         | 정재훈 (롯데, 투수) |

- 팀당 떠나보낸 선수 숫자 : 5명 (LG 트윈스, 두산 베어스) , 4명 (넥센 히어로즈, kt 위즈), 3명 (롯데 자이언츠) , 2명 (삼성 라이온즈, NC 다이노스, SK 와이번스, 한화 이글스) , 1명 (KIA 타이거즈)